# Antaea licormas
Antaea licormas är en fjärilsart som beskrevs av Pieter Cramer 1779. Antaea licormas ingår i släktet Antaea och familjen tandspinnare. Inga underarter finns listade i Catalogue of Life.